# Папа Лав VII
Папа Лав VII (латински: Leo VII; умро 13. јула 939.) је био 126. папа римокатоличке цркве од 3. јануара 936. године до своје смрти 939. године. Један је од папа периода Saeculum obscuruma.

## Биографија
Лав је на папској столици наследио папу Јована XI, сина Марозије. На то место поставио га је Алберик II од Сполета, тада најмоћнија личност у Риму. Тиме је Алберик желео да обезбеди свој утицај на папство. Пре понтификата, папа Лав је био свештеник цркве Светог Сикста у Риму. Није имао велике амбиције, а Албериков предлог прихватио је под притиском. Понтификат папе Лава трајао је три године. Већина његових була односи се на додељивање и потврђивање привилегија манастирима, посебно опатији Клини. Лав је позвао Ода од Клинија да посредује у измирењу Алберика и Ига од Италије, Албериковог очуха и италијанског краља. Одо је успешно извршио задатак, а мир је гарантован браком између Алберика и Игове ћерке Алде. Лав је одредио Фридриха, архиепископа Мајнца, за реформатора у Немачкој. Дао му је дозволу да истера Јевреје који су одбили да се крсте, али није одобравао присилно крштавање Јевреја. Околности о смрти папе Лава су непознати. Неколико векова касније створена је легенда да је умро од срчаног удара у загрљају љубавнице. Умро је 13. јула 939. године. Наследио га је папа Стефан VIII (939-942).